# Родионовка (Московская область)
Родионовка — деревня в Серпуховском районе Московской области. Входит в состав Васильевского сельского поселения (до 29 ноября 2006 года входила в состав Васильевского сельского округа).

## Население
| 2002 | 2006 | 2010 |
| ---- | ---- | ---- |
| 68   | ↘59  | ↗77  |

## География
Родионовка расположена примерно в 19 км (по шоссе) на север от Серпухова, на безымянном левом притоке реки Нара, у пресечения большого Московского кольца и автодороги Крым, высота центра деревни над уровнем моря — 172 м. Родионовка связана автобусным сообщением с райцентром и соседними населёнными пунктами.

## Интересные факты
Частые и по мнению местных жителей необъяснимые пожары в деревне стали темой одного из выпусков 21 сезона телевизионного шоу «Битва экстрасенсов», вышедшего в эфир 17 октября 2020 года.